# Raw Fury
Raw Fury (офіційно Raw Fury AB) — видавець відеоігор, виключно інді-проєктів. За формою власності є приватним підприємством, у Швеції підпадає під категорію Aktiebolag, тобто є компанією з обмеженою відповідальністю. Компанія була заснована 2015 року колишнім співробітником DICE Ґордоном Ван Дайком та колишнім віцепрезидентом мобільних проєктів іншої видавничої компанії, Paradox Interactive, Йонасом Антонсоном. Засновники підтримують ідею невтручання у процес розробки відеогри, дозволяючи розробниками самим вести хід подій. Видавець поширює свою територію діяльності на весь світ, випускаючи відеогри для багатьох відомих платформ, зокрема для персональних комп'ютерів (Microsoft Windows, MacOS, Linux), мобільних пристроїв (Android та iOS), а також гральних консолей (Xbox One, PlayStation 4 та Nintendo Switch). Випущені компанією відеогри не рідко поширюються різноманітними сервісами цифрової дистрибуції: Steam, GOG чи Kartridge. Головний офіс підприємства розміщений у столиці Швеції, Стокгольмі. Станом на 2019 рік, компанія провела три тури залучення інвестицій, маючи під кінець загальну суму фінансування понад 6,3 мільйона доларів США. 2019 року команда Raw Fury налічувала у всьому світі близько 40 осіб. 
За часи існування, видавець встиг випустити такі проєкти, як Kingdom (вперше випущена 2015 року), Kathy Rain (2016 року випуску, як і наступні два), Kingdom: New Lands, Gonner, Tormentor X Punisher (2017), Uurnog Uurnlimited, Dandara (2018), Bad North, Kingdom: Two Crowns, Whispers of a Machine (2019), Night Call, Mosaic. Працює над випуском Sable, яка має вийти 2020 року та The Last Night, яка ще не має офіційної дати виходу.

## Історія
Ґордон Ван Дайк народився у містечку Волнат-Крік, що в штаті Каліфорнія, Сполучені Штати Америки. За часи своєї кар'єри встиг обійняти посади співпродюсера кількох частин серії відеоігор Battlefield, а саме Battlefield: 1943, Bad Company та Bad Company 2, випущених 2008, 2009 та 2010 років відповідно. Усі були схвально оцінені оглядачами та гравцями, принісши компанії-розробниці DICE високі прибутки. Згодом, Ґордон працював старшим продюсером відеогри Defenders of Ardania суміші жанрів стратегії в реальному часі та tower defense, базованої на всесвіті Majesty, для студії Most Wanted Entertainment. Відеогра не досягла тієї ж відомості, що й попередні проєкти, над якими працював Ван Дайк, отримавши змішані відгуки від оглядачів та гравців.
Разом із колишнім віцепрезидентом мобільних проєктів компанії-видавця Paradox Interactive, Йонасом Антонсоном, вони, вже без офіційного працевлаштування, засновують власну компанію із видавництва інді-відеоігор, давши їй назву «Raw Fury». Як було заявлено засновниками, при виданні відеогри, вони будуть всіляко підтримувати замовника та не змінюватимуть особливостей чи ігровий процес проєкту, дозволяючи їм «вести шоу»: «Ми хочемо змінити традиційне видання відеоігор шляхом всебічної підтримки своїх замовників». Як відомо, у відеоігровій індустрії трапляються випадки, коли бажання видавця до більшого заробітку, призводить до його постійного втручання у розробку проєктів компанії, із якими той підписав угоду, навмисно пришвидшуючи процес створення. А розроблена відеогра випускається незакінченою та із великою кількістю технічних чи графічних несправностей, або ж маючи багато мікроплатежів, що значно впливають на ігровий процес, отримавши при цьому наднизькі відгуки від гравців і критиків, та, інколи, призводячи до закриття студії-розробниці.
У липні 2016 року до студії приєднується, вже колишній, генеральний директор EA DICE Карл Маґнус Троедссон, ставши партнером і співвласником підприємства. На початку вересня 2019 року Raw Fury відкриває дочірню студію «Fury Studios» у Загребі, Хорватія. Як заявило керівництво компанії, новоутворена студія надаватиме переважно технічну підтримку: портування, оптимізація, тестування відеоігор тощо. Окрім того планується, що Fury Studios допомагатиме з розвитком серії відеоігор «Kingdom». Також 2019-го відбувся переїзд головного офісу компанії у Стокгольмі до більшого приміщення, а загальна кількість співробітників у всьому світі зросла до близько 40 осіб.

## Видавнича діяльність

### Kingdom
Розпочала свою видавничу історію компанія відеогрою під назвою «Kingdom», виконаній у мінімалістичній піксельній графіці. Головна частина ігрового процесу гравця Kingdom полягає у створенні та побудові власного королівства, в той час намагаючись вижити під напливом ворожих сил, які воліють захопити корону персонажа. Відеогра розроблювалася командою із двох осіб, Томасом ван ден Берґом та Марко Банкале, які вирішили використовувати вигадані імена на заміну власних: noio та Licorice відповідно. Вперше однойменний проєкт був започаткований Томасом на основі Adobe Flash. 21 жовтня 2015 року, разом із підтримкою видавця, Kingdom була випущена у всьому світі для платформ Microsoft Windows, MacOS та Linux. Відеогра отримала схвальні відгуки від оглядачів і гравців, зокрема отримавши на Metacritic та OpenCritic 74 бали зі 100, а також отримавши кілька нагород. Гра також відзначилася і високими продажами, про що сповістила Raw Fury вже наступного дня після випуску проєкту. За таких обставин, видавець заявив, що планує випустити відеогру й для Xbox One, а також, що наступні оновлення та доповнення лишатимуться безкоштовними для тих, хто вже придбав гру.
Згодом стає відомо, що ведеться розробка над першим доповненням до відеогри, Kingdom: New Lands, яке побачило світ вже 9 серпня 2016 року для персональних комп'ютерів та Xbox One. Хоч і планувалося випустити саме доповнення до відеогри, New Lands була випущена окремо від оригіналу, який перейменували на «Kingdom: Classic». Нова частина на Metacritic отримала схвальніші відгуки від оглядачів, проте гірші від гравців: 87 проти 74, та 5,9 проти 7,6 відповідно. На початку 2017 року, 19 січня, Raw Fury випустила розширення до гри під назвою «Skull Island» та сповістила про плани портувати Kingdom на Play Station 4. 
В січні 2017 року з'являються перші відомості про те, що Raw Fury має намір випустити Kingdom для Nintendo Switch, що компанія і робить 14 вересня того ж року, випустивши перший свій проєкт для обіцяної платформи. В тому ж році, 31 січня відеогра також почала підтримувати iOS та Android, а 16 січня 2018 року — Play Station 4.
2018 рік відзначився також і випуском сиквелу до відеогри, Kingdom: Two Crowns, про яку розробники вперше повідомили під час GDC 2017, проте повторно анонсувавши її в листопаді 2018, показавши трейлер до неї та анонсувавши її дату виходу. Відеогра побачила світ 11 грудня 2018 року для таких платформ, як Microsoft Windows, MacOS, Linux, Xbox One та PlayStation 4, а також Nintendo Switch. Two Crowns отримала вельми схвальні відгуки від оглядачів та гравців, отримавши на Metacritic 84 бали зі 100 та 7,9 із 10, а також 81 зі 100 на OpenCritic.
2019 року Raw Fury викуповує права на інтелектуальну власність серії Kingdom у Томаса ван ден Берґа за нерозкриту суму. За його словами: «Перші пікселі Kingdom, що я створив, відносять нас аж до 2011 року: це був довгий та цікавий час, працюючи над чимось настільки дорогим для мене... Але зараз, я б хотів продовжувати кидати собі виклики та досліджувати інші можливі проєкти», а серія, як він каже, має йти далі, досягнувши із Raw Fury тих висот, які їм разом не вдалося підкорити.

### Kathy Rain та GoNNER
Другим випущеним проєктом Raw Fury стала пригодницька point-and-click відеогра Kathy Rain, розроблена одноосібною шведською інді-студією Clifftop Games, започаткованої Джоелем Штафом Хасте (швед. Joel Staaf Hasto). Відеогра була випущена видавцем 5 травня 2016 року для платформ Microsoft Windows і MacOS. Kathy Rain була приязно оцінена оглядачами та гравцями, але не змогла досягти того ж успіху в продажах гри. «Наперекір тому, що справи почалися трохи повільно зі сторони продажів, ми знаємо, що врешті-решт гра призведе до приємних прибутків» — зазначили в Raw Fury. За цієї причини, видавець мав на меті продовжувати фінансувати студію принаймні на наступний рік чи до того, як проєкт зможе відшкодувати всі витрачені на видання кошти. Також, видавці заявили, що продовжуватимуть підтримку інді-розробника. Через кілька місяців, 23 листопада, Raw Fury видає відеогру й для Android та iOS, раніше анонсуючи це у блозі на власному вебсайті, де йшлося про результати випуску Kathy Rain, та оголосивши її дату виходу, за трохи більше ніж тиждень, 14 листопада.
2016 року Raw Fury також, окрім Kathy Rain і Kingdom: New Land, випустила для таких платформ, як Microsoft Windows та MacOS, відеогру жанру roguelike, Gonner, вперше представлену на PAX East 2016. Офіційний випуск відбувся 12 жовтня. Відеогра отримала схвальні відгуки від оглядачів та гравців, зокрема, отримавши на Metacritic 81 бал зі 100 від критиків і 7,1 із 10 від гравців, а також 77 балів зі 100 на OpenCritic. За рік компанія портує відеогру для Nintendo Switch, випустивши нову версію 29 жовтня 2017 року. Вже в квітні 2018 року, Raw Fury заявила, що планує випустити відеогру й для PlayStation 4, намітивши дату виходу на 15 травня того ж року.

### Bad North
Після анонсування Bad North в серпні 2017 року, Plausible Concept, що займалася розробкою відеогри, пізніше, 1 грудня того ж року, повідомила про укладення угоди із Raw Fury щодо співпраці у видавництві проєкту. Bad North є казуальною інді-відеогрою жанру стратегії в реальному часі з елементами tower defense, де гравцеві необхідно захищати острови від різноманітних ворожих сил. Вперше Raw Fury разом із Plausible Concept випустили проєкт для платформи Nintendo Switch 20 серпня 2018 року. Згодом, 28 серпня, була випущена версія для Xbox One та PlayStation 4, а за кілька місяців — 16 жовтня — для Microsoft Windows через Discord Store, та 16 листопада для Microsoft Windows й MacOS через Steam, GOG і Kartridge. Bad North отримала як схвальні, так і змішані відгуки від оглядачів і гравців.

### Інші проєкти
У 2017 році, паралельно портуючи кілька своїх старих проєктів на різні платформи, компанії вдалося випустити два нових: Tormentor X Punisher та Uurnog Uurnlimited. Перша відеогра побачила світ 2 червня, в той час як друга — 16 листопада. Обидві домоглися схвальних відгуків на свою адресу та навіть були номіновані на нагороду під час Independent Games Festival, проте вони не змогли досягнути високої популярності. Якщо Tormentor була випущена виключно для Microsoft Windows та MacOS, то Uurnog Uurnlimited була випущена також і для Nintendo Switch 21 листопада 2017 року. 16 грудня видавець анонсував пару новинок: Project Sable від лондонської компанії Shedworks, а також пригодницьку point-and-click відеогру Whispers of a Machine, розроблюваної у співпраці компаніями Clifftop Games (Kathy Rain) і Faravid Interactive (Samaritan Project).
Анонсована ще 2015 року, відеогра жанрів платформер й metroidvania, Dandara, розроблена бразильською компанією Long Hat House та видана Raw Fury, побачила світ 6 лютого 2018 року. Цього ж року, видавцем була випущено також Bad North і Kingdom: Two Crowns. Незвично як для компанії, проєкт був випущений одночасно для Microsoft Windows, MacOS, Linux, Nintendo Switch, PlayStation 4, Xbox One та мобільних платформ Android й iOS. Відеогра була номінована на нагороду «Портативна гра року» під час D.I.C.E. 2018 та отримала, здебільшого, схвальні відгуки від різноманітних оглядачів.
Як і у 2018 році, 2019 Raw Fury має випустити три повноцінних проєкти. Першим із випущених стала раніше анонсована Whispers of a Machine, випуск якої відбувся 17 квітня для Microsoft Windows та MacOS на сервісах цифрової дистрибуції Steam та GOG, а також Android й iOS. Відеогра отримала схвальні відгуки від оглядачів і гравців, отримавши на Metacritic 77 балів зі 100 від критиків та 7,1 із 10 від гравців. Наступним випущеним проєктом стала пригодницька відеогра Night Call, випущена 17 липня. Та, на відміну від попередньої, зібрали посередні оцінки від оглядачів і низькі від гравців. Останнім проєктом студії стала ще одна пригодницька відеогра, на цей раз розроблена компанією Krillbite, під назвою «Mosaic». Про співпрацю стало відомо опісля публікації відповідної новини на вебсайті розробника 16 серпня 2018 року. Хоч відеогра не має чіткої дати виходу, як заявили розробники того ж 16 серпня, Mosaic має вийти влітку 2019 року для персональних комп'ютерів, PlayStation 4, Xbox One та Nintendo Switch. Як відомо, це буде друга повноцінна відеогра компанії Krillbite, яка до цього розробила пригодницьку горор Among the Sleep, де події відбуваються від очей дворічного хлопчика, який розшукує свою матір.
На 2020 рік компанія запланувала випустити пригодницьку відеогру Sable для Mirosoft Windows, MacOS та Xbox One, розроблювану студією Shedworks. Проте, відеогра мала вийти ще 2019 року, як раніше анонсували розробники та видавець. В найближчому майбутньому Raw Fury також має намір випустити The Last Night, для тих же платформ, а також для Linux. Історія співпраці двох компаній доходить ще до лютого 2017 року, коли Raw Fury офіційно повідомила, що допомагатиме із випуском проєкту. Попри те, що поки не визначено дату виходу The Last Night, раніше планувалося, що вона має вийти ще у 2018 році. Проте тоді, розробник заявив що зіткнувся із неочікуваними значними правовими та фінансовими проблемами, через що, випуск відеогри довелося відтягнути. The Last Night навіть встигла породити новий інтернет-мем під назвою «Milkshake Duck», безпосередньо пов'язаний із Тімом Соретом, розробником відеогри, та його думкою щодо Геймергейту. Мем у свою чергу описує явища, котрі спочатку сприймаються такими, що є правдивими, але згодом виявляються брехнею.

## Видані відеоігри
| Відеогра     | Відеогра              | Відеогра                                                                                | Розробник(-и)                       |
| Рік          | Назва                 | Платформа(-и)                                                                           | Розробник(-и)                       |
| ------------ | --------------------- | --------------------------------------------------------------------------------------- | ----------------------------------- |
| 2015         | Kingdom               | Microsoft Windows, MacOS, Linux                                                         | Noio, Licorice                      |
| 2016         | Kathy Rain            | Android, iOS, MacOS, Microsoft Windows                                                  | Clifftop Games                      |
| 2016         | Kingdom: New Lands    | Android, iOS, Microsoft Windows, MacOS, Linux, Nintendo Switch, PlayStation 4, Xbox One | Noio                                |
| 2016         | Gonner                | Microsoft Windows, MacOS, Linux, Nintendo Switch, PlayStation 4, Xbox One               | Art in Heart                        |
| 2017         | Tormentor X Punisher  | Microsoft Windows, MacOS                                                                | E-Studio                            |
| 2017         | Uurnog Uurnlimited    | Microsoft Windows, MacOS, Nintendo Switch                                               | Nifflas Games                       |
| 2018         | Dandara               | Android, iOS, Microsoft Windows, MacOS, Linux, Nintendo Switch, PlayStation 4, Xbox One | Long Hat House                      |
| 2018         | Bad North             | Microsoft Windows, MacOS, Nintendo Switch, PlayStation 4, Xbox One                      | Plausible Concept                   |
| 2018         | Kingdom: Two Crowns   | Microsoft Windows, MacOS, Linux, Nintendo Switch, PlayStation 4, Xbox One               | Noio, Coatsink                      |
| 2019         | Whispers of a Machine | Microsoft Windows, MacOS, Linux, Nintendo Switch, PlayStation 4, Xbox One               | Clifftop Games, Faravid Interactive |
| 2019         | Night Call            | Android, iOS, Microsoft Windows, MacOS                                                  | Monkey Moon, Black Muffin           |
| 2019         | Mosaic                | Microsoft Windows, MacOS, Nintendow Switch, PlayStation 4, Xbox One                     | Krillbite Studio                    |
| 2020         | Sable                 | Microsoft Windows, MacOS, Xbox One                                                      | Shedworks                           |
| В очікуванні | The Last Night        | Microsoft Windows, MacOS, Linux, Xbox One                                               | Odd Tales                           |

## Фінанси
За версією Crunchbase, станом на серпень 2019 року, загальна сума фінансування компанії складає понад 6,3 мільйона доларів США за всі три проведених тури, посідаючи при цьому 28288 сходинку зі 100 тисяч можливих в їхньому рейтингу активних компаній (англ. CB Rank (Company)). В рамках першого туру, Raw Fury отримала 600 тисяч доларів інвестиції від Девіда Гельґасона в грудні 2017 року. Згодом, під час другого туру 29 березня 2018, компанія отримала підтримку зі сторони засновника підприємства Multiplay, Крейґа Флетчера, в розмірі 125 тисяч. За останній тур фінансування, що відбувся 15 серпня 2018 року, підприємство змогло залучити ще близько 5,5 мільйона доларів від компанії Nordisk Film Games. 